# 竹茎兰
竹茎兰（学名：Tropidia nipponica）为兰科竹茎兰属下的一个种。

## 扩展阅读
- 維基物種上的相關：竹茎兰